# Hildegard Jacoby
Henriette Karoline Emilie Hildegard Jacoby (* 21. Dezember 1903 in Kassel-Rothenditmold; † 2. Juni 1944 in Berlin) war eine deutsche Wohlfahrtspflegerin jüdischer Herkunft, Mitarbeiterin der Bekennenden Kirche und Widerstandskämpferin gegen den Nationalsozialismus.

## Leben
Jacoby war die Tochter eines jüdischen Vaters, eines Arztes, und einer nichtjüdischen Mutter. Nach der Volksschule besuchte sie das Lyzeum und anschließend die Höhere Handelsschule. Sie wurde als Wohlfahrtspflegerin ausgebildet und war in den folgenden Jahren in verschiedenen staatlichen Stellen tätig. Nach der Machtübergabe an die NSDAP musste sie wegen ihrer jüdischen Herkunft ihren Staatsdienst aufgeben und arbeitete in einem Patentanwaltsbüro. Seit dem Beginn des Zweiten Weltkrieges war sie in einem Pfarrbüro angestellt, bis sie während des Kirchenkampfs beim Bruderrat der Bekennenden Kirche von Berlin-Brandenburg in verschiedenen wichtigen Verwaltungsfunktionen tätig wurde. Dort nahm Marga Meusel Praktikantinnen oder ehrenamtliche Mitarbeiterinnen auf, die nicht mehr im öffentlichen Wohlfahrtsdienst arbeiten konnten – darunter Hildegard Jacoby. Das bedeutete, dass diese schwierige Arbeit immer schwieriger wurde, weil sie z. T. konspirativ, des Nachts oder in der einen oder anderen Privatwohnung stattfinden musste, da die Gestapo die Tätigkeit der Bekennenden Kirche überwachte.
Während ihres kirchlichen Dienstes wurde sie zugleich Helferin und Retterin bedrohter und verfolgter Juden. Sie bekam Kontakt mit dem Widerstandskreis um den Rechtsanwalt Franz Kaufmann und Helene Jacobs, die beide Opfer der NS-Diktatur wurden. In Zusammenarbeit mit dem „Büro Grüber“ verschaffte sie den Betroffenen Verstecke, Lebensmittelkarten und gefälschte Personaldokumente. Im August 1943 wurde sie verhaftet, von einem Sondergericht am 11. Januar 1944 angeklagt und zu anderthalb Jahren Gefängnis verurteilt. Dort erkrankte sie an schwerem chronischem Gelenkrheumatismus. Der befreundete Rechtsanwalt Horst Holstein, der Verteidiger Martin Niemöllers, setzte sich für ihre vorzeitige Haftentlassung ein, die auch am 2. Juni 1944 zustande kam. Eine Stunde später starb sie an einem Herzanfall in der Wohnung der Ehefrau des inzwischen ermordeten Anwalts Franz Kaufmann in der Schemmstraße 104 (heute Matterhornstraße 104) in Nikolassee.